# Bob Ehrlich

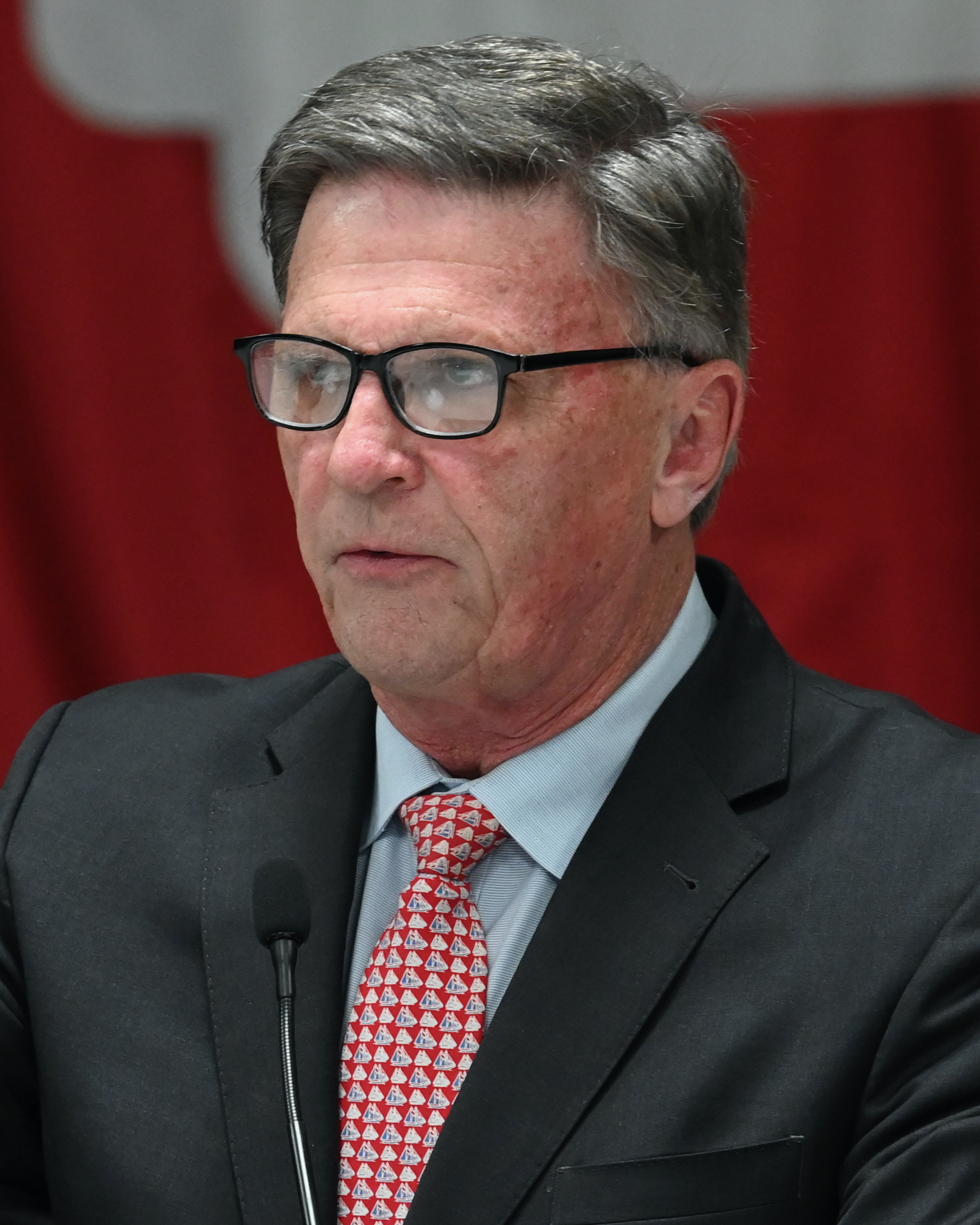
Bob Ehrlich (2024)

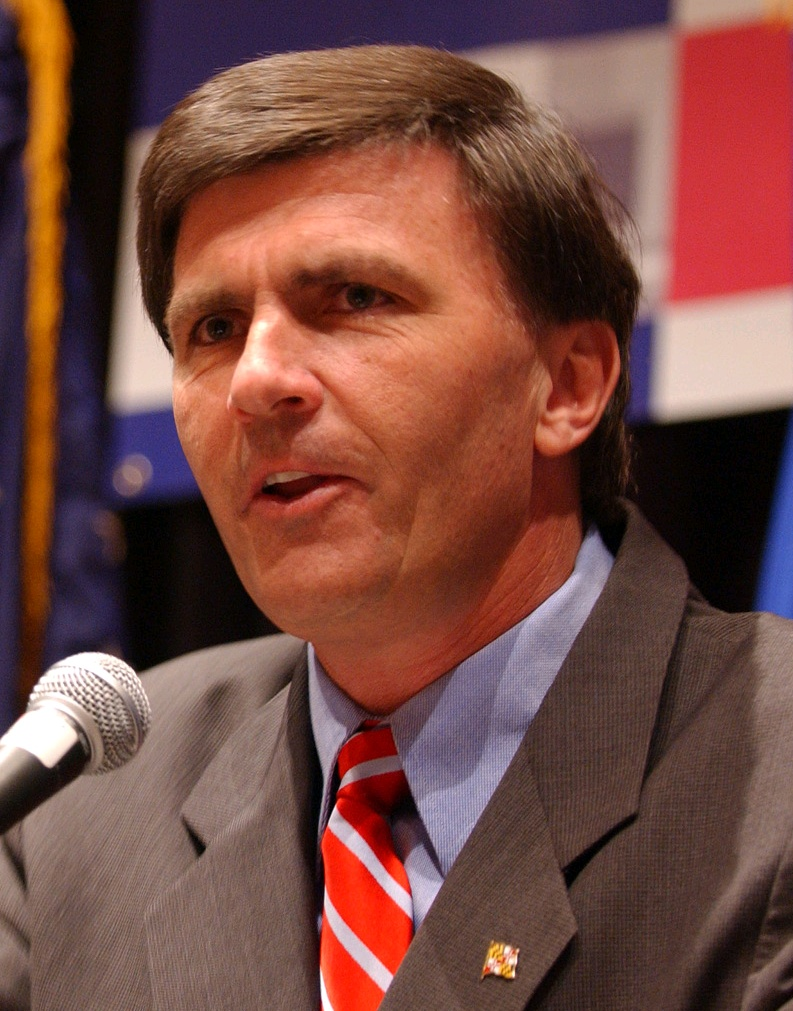
Bob Ehrlich (2004)

Robert Leroy „Bob“ Ehrlich, Jr. (* 25. November 1957 in Arbutus, Maryland) ist ein US-amerikanischer Jurist und Politiker der Republikanischen Partei. Er war von 2003 bis 2007 der 60. Gouverneur des Bundesstaates Maryland.

## Leben
Ehrlich wurde er in einer kleinen Arbeitervorstadt südwestlich von Baltimore geboren. Seine Mutter Nancy war Rechtsanwaltsgehilfin und sein Vater Bob Ehrlich, Sr. Autohändler einer Ford-Vertretung. Sein Vater diente als Marineinfanteristen im Koreakrieg. Robert Ehrlich ging auf die Gilman School in Baltimore und später studierte er der Princeton University. Dort wurde er in seinem ersten Jahr als Senior als Spielführer des Footballteams eingesetzt. Nachdem er seine juristische Prüfung an der Wake Forest University 1982 abgelegt hatte, trat er in die Anwaltskanzlei Ober, Kaler, Grimes und Shriver in Baltimore ein.
Im November 1986 wurde er als Abgeordneter des Baltimore County (10. Distrikt) in das Abgeordnetenhaus von Maryland gewählt. Nach acht Jahren in der Legislative erklärte Ehrlich 1993 seine Kandidatur für das Repräsentantenhaus der Vereinigten Staaten. Amtsinhaberin Helen Delich Bentley hatte ihren Rückzug angekündigt. Er heiratete in dieser Zeit Kendel Sibiski, die als Pflichtverteidigerin im Anne Arundel County tätig war. Im Wahlkampf versprach Ehrlich Steuersenkungen für die werktätigen Amerikaner, eine Verstärkung der Nationalverteidigung sowie eine stärkere Unterstützung der amerikanischen Senioren und Veteranen. Ebenso sprach er sich für eine Verbesserung der Elementarschulbildung aus. Ehrlich wurde mit Zweidrittelmehrheit als Abgeordneter des 2. Wahlbezirks in den Kongress gewählt.
Während der folgenden acht Jahre im Repräsentantenhaus unterstützte Ehrlich alle Anstrengungen auf dem Weg zu einem ausgeglichenen Bundeshaushalt. Im republikanisch dominierten Kongress nahm Ehrlich bald Schlüsselpositionen im Energie- und Wirtschaftsausschuss ein, wo er unter anderem in den Unterausschüssen zu Gesundheit, Telekommunikation und Internet tätig war.
Ehrlich gilt als aktiver Unterstützer der besonders in Maryland boomenden Biotechnologie und Biomedizin, womit er innerhalb der Republikanischen Partei, die stets ethische Vorbehalte gegen die Gentechnik hatte, lange Zeit bis zu George W. Bushs Kurswechsel eine Außenseiterrolle einnahm. Auf der anderen Seite vergaß Ehrlich nie seine Wurzeln, die in einer Arbeitervorstadt lagen, und unterstützte tatkräftig die Belange der stahlverarbeitenden Kommunen Marylands. Er führte als Gouverneur von Maryland wieder die Todesstrafe ein, die sein Vorgänger per Memorandum ausgesetzt hatte. Im November 2000 wurde er zum vierten und letzten Mal mit 70 % der Stimmen in den Kongress gewählt.
Mit der Wahl des Republikaners George W. Bush zum Präsidenten im gleichen Jahr, hatte Ehrlich wieder mehr Rückendeckung für seine erneute Kandidatur zum Gouverneur am 25. März 2002. Er versprach die Budgets sämtlicher Schulen im Staate aufzustocken, die sich auftürmende Haushaltskrise abzubauen und die Chesapeake Bay verstärkt unter Naturschutz zu stellen. Am 5. November 2002 wurde er Robert L. Ehrlich zum ersten republikanischen Gouverneur Marylands seit 36 Jahren gewählt.
Bei den Gouverneurswahlen vom 7. November 2006 verlor er als einziger Amtsinhaber die Wahl gegen seinen demokratischen Herausforderer Martin O’Malley. Im November 2010 trat er erneut gegen O’Malley an, unterlag diesem aber wiederum.
Während seiner Amtszeit wurden 2004 Steven Oken und Wesley Baker hingerichtet, zwei der fünf Hinrichtungen, die es in Maryland seit 1976 gab. Unter Ehrlichs Nachfolger O’Malley wurde die Todesstrafe am 2. Mai 2013 per Gesetz abgeschafft.